# Джон Кетліфф
Джон Кетліфф (англ. John Catliff, нар. 8 січня 1965, Ванкувер) — канадський футболіст, що грав на позиції нападника за «Калгарі Кікерс», «Ванкувер Вайткепс», а також національну збірну Канади.

## Клубна кар'єра
Займався футболом на університетському рівні під час навчання в Гарвардському університеті.
1987 року розпочав професійну футбольну кар'єру у складі «Калгарі Кікерс», а наступного року повернувся до рідного Ванкувера, ставши гравцем «Ванкувер 86». Провів наступні сім років у цій команді, яка протягом 1988—1991 років чотири рази поспіль вигравала футбольну першість Канади. Був однією з головних зірок у нападі команди, двічі, у 1988 і 1990 роках, става найкращим бомбардиром канадської футбольної першості.

## Виступи за збірні
Протягом 1984–1987 років залучався до складу молодіжної збірної Канади.
1984 року дебютував в офіційних матчах у складі національної збірної Канади. У її складі був учасником розіграшу Золотого кубка КОНКАКАФ 1991 року. Загалом протягом одинадцятирічної кар'єри в національній команді провів у її формі 44 матчі, забивши 18 голів.

## Титули і досягнення
- Переможець Чемпіонату націй КОНКАКАФ: 1985
- Переможець Кубка націй Північної Америки: 1990